# Kyrian Nwoko
Pour les articles homonymes, voir Nwoko.
 (mars 2025).
La mise en forme du texte ne suit pas les recommandations de Wikipédia : il faut le « wikifier ».
Les points d'amélioration suivants sont les cas les plus fréquents. Le détail des points à revoir est peut-être précisé sur la page de discussion.
- Les titres sont pré-formatés par le logiciel. Ils ne sont ni en capitales, ni en gras.
- Le texte ne doit pas être écrit en capitales (les noms de famille non plus), ni en gras, ni en italique, ni en « petit »…
- Le gras n'est utilisé que pour surligner le titre de l'article dans l'introduction, une seule fois.
- L'italique est rarement utilisé : mots en langue étrangère, titres d'œuvres, noms de bateaux, etc.
- Les citations ne sont pas en italique mais en corps de texte normal. Elles sont entourées par des guillemets français : « et ».
- Les listes à puces sont à éviter, des paragraphes rédigés étant largement préférés. Les tableaux sont à réserver à la présentation de données structurées (résultats, etc.).
- Les appels de note de bas de page (petits chiffres en exposant, introduits par l'outil «  Source ») sont à placer entre la fin de phrase et le point final[comme ça].
- Les liens internes (vers d'autres articles de Wikipédia) sont à choisir avec parcimonie. Créez des liens vers des articles approfondissant le sujet. Les termes génériques sans rapport avec le sujet sont à éviter, ainsi que les répétitions de liens vers un même terme.
- Les liens externes sont à placer uniquement dans une section « Liens externes », à la fin de l'article. Ces liens sont à choisir avec parcimonie suivant les règles définies. Si un lien sert de source à l'article, son insertion dans le texte est à faire par les notes de bas de page.
- La présentation des références doit suivre les conventions bibliographiques. Il est recommandé d'utiliser les modèles {{Ouvrage}}, {{Chapitre}}, {{Article}}, {{Lien web}} et/ou {{Bibliographie}}. Le mode d'édition visuel peut mettre en forme automatiquement les références.
- Insérer une infobox (cadre d'informations à droite) n'est pas obligatoire pour parachever la mise en page.

Pour une aide détaillée, merci de consulter Aide:Wikification.
Si vous pensez que ces points ont été résolus, vous pouvez retirer ce bandeau et améliorer la mise en forme d'un autre article.
Kyrian Nwoko, né le 4 juillet 1997 à La Valette est un footballeur international maltais qui évolue au poste d'ailier au Sliema Wanderers.

## Biographie
Il est le fils de l'ancien footballeur international maltais d'origine nigériane Chucks Nwoko.

### Carrière en club
En juillet 2014, Nwoko alors jeune joueur, était courtisé par des clubs anglais notamment Hudderfield Town et Crystal Palace. Il signe finalement au Valletta FC en juin 2017. En juillet 2021, le Linfield FC était intéresser pour un transfert vers le club irlandais. Un accord a été trouvé mais le transfert n'a pas pu se faire à cause d'un retard de l'obtention du permis de travail liée à la nouvelle réglementation sur le Brexit. En juillet 2021, il signe en prêt du Valletta FC au St. Patrick's Athletic avec une option d'achat le 28 juillet 2021.
En octobre 2022 après neuf mois de pause, il rentre à Malte en signant au Floriana FC avant de signer en prêt à Santa Lucia FC en janvier 2023 jusqu'à la fin de la saison.

### Carrière internationale
Il a fait deux apparitions avec Malte au Championnat d'Europe des moins de 17 ans de l'UEFA en 2014. Il a fait ses débuts en équipe de Malte en novembre 2017 lors de la défaite 0-3 contre l'Estonie. Le 23 mars 2019, Nwoko a marqué son premier but lors d'une victoire 2-1 contre les Îles Féroé, alors que Malte remportait son premier match de compétition à domicile depuis 13 ans. En novembre 2022, Nwoko est revenu dans l'équipe nationale, acceptant sa convocation pour les matchs amicaux contre la Grèce et la République d'Irlande.

## Statistiques en carrière
| Club                         | Season         | Championnat              | Championnat | Championnat | Coupes nationales | Coupes nationales | Coupes internationales | Coupes internationales | Autres | Autres | Total  | Total |
| Club                         | Season         | Division                 | Matchs      | Buts        | Matchs            | Buts              | Matchs                 | Buts                   | Matchs | Buts   | Matchs | Buts  |
| ---------------------------- | -------------- | ------------------------ | ----------- | ----------- | ----------------- | ----------------- | ---------------------- | ---------------------- | ------ | ------ | ------ | ----- |
| St. Andrews                  | 2013–14        | Maltese Challenge League | 0           | 0           | 1                 | 0                 | —                      | —                      | —      | —      | 1      | 0     |
| St. Andrews                  | 2014–15        | Maltese Challenge League | 24          | 5           | 0                 | 0                 | —                      | —                      | —      | —      | 24     | 5     |
| St. Andrews                  | 2015–16        | Maltese Premier League   | 27          | 5           | 2                 | 0                 | —                      | —                      | 1      | 1      | 30     | 6     |
| St. Andrews                  | 2016–17        | Maltese Premier League   | 31          | 4           | 1                 | 0                 | —                      | —                      | —      | —      | 32     | 4     |
| St. Andrews                  | Total          | Total                    | 82          | 14          | 4                 | 0                 | —                      | —                      | 1      | 1      | 87     | 15    |
| Valletta                     | 2017–18        | Maltese Premier League   | 26          | 6           | 4                 | 2                 | 4                      | 0                      | —      | —      | 34     | 8     |
| Valletta                     | 2018–19        | Maltese Premier League   | 21          | 2           | 3                 | 0                 | 4                      | 0                      | 1      | 0      | 29     | 2     |
| Valletta                     | 2019–20        | Maltese Premier League   | 13          | 2           | 0                 | 0                 | 5                      | 0                      | 1      | 1      | 19     | 3     |
| Valletta                     | 2020–21        | Maltese Premier League   | 15          | 2           | 1                 | 0                 | 1                      | 0                      | —      | —      | 17     | 2     |
| Valletta                     | Total          | Total                    | 75          | 12          | 8                 | 2                 | 14                     | 0                      | 2      | 1      | 99     | 15    |
| St Patrick's Athletic (prêt) | 2021           | LOI Premier Division     | 8           | 0           | 1                 | 0                 | —                      | —                      | —      | —      | 9      | 0     |
| Floriana                     | 2022–23        | Maltese Premier League   | 9           | 0           | 1                 | 0                 | —                      | —                      | 0      | 0      | 10     | 0     |
| Floriana                     | 2023–24        | Maltese Premier League   | 19          | 1           | 3                 | 1                 | —                      | —                      | —      | —      | 22     | 2     |
| Floriana                     | 2024–25        | Maltese Premier League   | 5           | 2           | 0                 | 0                 | 3                      | 1                      | —      | —      | 8      | 3     |
| Floriana                     | Total          | Total                    | 33          | 3           | 4                 | 1                 | 3                      | 1                      | 0      | 0      | 40     | 5     |
| Saint Lucia (prêt)           | 2022–23        | Maltese Premier League   | 8           | 2           | 1                 | 0                 | –                      | –                      | 1      | 1      | 10     | 3     |
| Total carrière               | Total carrière | Total carrière           | 206         | 31          | 18                | 3                 | 17                     | 1                      | 4      | 3      | 247    | 38    |

1. ↑  Includes Maltese FA Trophy & FAI Cup
2. ↑  Appearances in the Maltese Premier League Relegation Play-offs
3. 1 2  Appearances in the UEFA Europa League
4. ↑  2 appearances in the UEFA Champions League & 2 appearances in the UEFA Europa League
5. 1 2 3  Appearances in the Maltese Super Cup
6. ↑  4 appearances in the UEFA Champions League & 1 appearance in the UEFA Europa League
7. ↑  Appearances in the UEFA Conference League
8. ↑  Appearance in the 2022–23 Maltese Premier League Relegation play-offs

### Statistique en équipe national
| Équipe | Année | Matchs | Buts |
| ------ | ----- | ------ | ---- |
| Malte  | 2017  | 1      | 0    |
| Malte  | 2018  | 3      | 0    |
| Malte  | 2019  | 9      | 1    |
| Malte  | 2020  | 4      | 2    |
| Malte  | 2021  | 3      | 0    |
| Malte  | 2022  | 1      | 0    |
| Malte  | 2023  | 9      | 1    |
| Malte  | 2024  | 2      | 0    |
| Total  | Total | 32     | 4    |

### buts internationaux
| Num. | Date             | Lieu                            | Adversaire | Score | Résultat | Compétiton                            |
| ---- | ---------------- | ------------------------------- | ---------- | ----- | -------- | ------------------------------------- |
| 1.   | 23 mars 2019     | Stade National, Ta' Qali, Malte | Îles Féroé | 1 – 0 | 2–1      | Qualifications pour l'Euro 2020       |
| 2.   | 6 septembre 2020 | Stade National, Ta' Qali, Malte | Lettonie   | 1 – 0 | 1–1      | Ligue des Nations D de l'UEFA 2020-21 |
| 3.   | 7 octobre 2020   | Stade National, Ta' Qali, Malte | Gibraltar  | 1 – 0 | 2–0      | Amical                                |
| 4.   | 9 juin 2023      | Stade de Luxembourg, Luxembourg | Luxembourg | 1 – 0 | 1–0      | Amical                                |

## Palmarès
Valetta FC
- Premier League maltaise : 2017-2018, 2018-2019
- Coupe de Malte : 2017-2018
- Supercoupe de Malte : 2018, 2019

St Patrick's Athletic
- Coupe d'Irlande : 2021